# Henriette Paula Häberlin
Henriette Paula Häberlin (* 25. August 1882 als Henriette Paula Baruch in Lehnin, Provinz Brandenburg; † 5. Juli 1968 in Basel, Schweiz) war eine deutsch-schweizerische Zeichnerin, Grafikerin und Malerin.

## Leben
Paula Baruch, Tochter des aus jüdischer Familie stammenden, praktischen Arztes und Botanikers Dr. med. Max Baruch (1853–1937) und dessen Ehefrau Franziska, geborene Knabe, wuchs in Paderborn auf. Als Privatschülerin von Wilhelm Schneider-Didam, Eugen Kampf und Willy Spatz studierte sie von 1900 bis 1902 in Düsseldorf Malerei. Im „Hungerturm“ am Düsseldorfer Eiskellerberg besuchte sie die von Schneider-Didam und Kampf geleitete private Malschule, die ihr vor allem Grundkenntnisse des Zeichnens vermittelte. Anschließend besuchte sie die Malschule des Münchner Künstlerinnenvereins. In München waren Christian Landenberger, Heinrich Knirr und Angelo Jank ihre Lehrer. Studienreisen führten sie nach Italien und Jugoslawien, in die Niederlande und die Bretagne sowie nach Mallorca. 
Nach mehrjähriger Verlobungszeit heiratete sie am 2. April 1908 den Schweizer Philosophen, Psychologen und Pädagogen Paul Häberlin. Ihn hatte sie 1901 kennengelernt, als er als Hauslehrer in Paderborn arbeitete. Mit Häberlin lebte sie ab 1905 in Kreuzlingen, später in Aesch und Binningen (Kanton Basel-Landschaft), ab etwa 1914 in Bern. Als drittes Kind des Paares wurde 1917 die Tochter Annemarie, eine spätere Psychologin, in Bern geboren. 1922 zog die Familie nach Basel, wo Paul Häberlin bis zu seiner Emeritierung einen Lehrstuhl für Philosophie, Psychologie und Pädagogik innehatte.
Mit ihren Ölgemälden – Stillleben, Landschaften, Akte, Figuren und Porträts – trat sie seit 1906 in Schweizer und deutschen Kunstausstellungen auf, in Zürich, Basel, München und Baden-Baden. 1928 hielt sie ihren Ehemann auf einem Bildnis fest.